# Egglsee
Egglsee ist ein Gemeindeteil von Ebersberg im oberbayerischen Landkreis Ebersberg. Der Weiler liegt circa einen Kilometer nordwestlich von Ebersberg, südöstlich des Egglburger Sees.

## Baudenkmäler
Siehe: Liste der Baudenkmäler in Egglsee